# Energiedirect.nl
energiedirect.nl is een Nederlands energiebedrijf dat stroom en gas levert aan particuliere en zakelijke klanten. De energieleverancier is een merk van het Duitse E.ON en gevestigd in 's-Hertogenbosch. Energiedirect.nl en PSV maakten op 21 april 2016 bekend dat het bedrijf per 1 juli 2016 Philips op zou volgen als hoofdsponsor van de voetbalclub.

## Geschiedenis
Energiedirect.nl werd opgericht op 1 juli 2002 als Besloten Vennootschap (B.V).